# Вілаят Кавказ Ісламської держави
Ісламська держава — провінція Кавказ (IS-CP; араб. الدولة الإسلامية - ولاية القوقاز, ad-Dawlah al-Islāmiyah — Wilayah al-Qawqaz) — філія ісламістського угруповання Ісламська держава, що діє на Північному Кавказі, переважно в Росії. ІД оголосила про створення угруповання 23 червня 2015 року і призначила його лідером Рустама Асільдарова.

## Передісторія
З листопада 2014 року командири середньої ланки бойовиків Кавказського емірату почали підпорядковуватися лідеру Емірату Аліасхабу Кебекову лідеру ІД Абу Бакру аль-Багдаді після того, як аль-Багдаді та його група проголосили халіфат на початку року. До лютого 2015 року багато хто з командувачів відділень Емірату в Чечні (Вілаят Нохчійчо) і Дагестані (Вілаят Дагестан) дезертирували.
Кебеков і високопоставлені лояльні сторони в Еміраті засудил дезертирів і звинуватили у зраді найбільш високопоставленого перебіжчика Рустама Асільдарова. Подальші присяги у вірності аль-Багдаді відбулися в червні 2015 року лідером Вілаяту Нохчійчо Асланом Бютукаєвим і в аудіо, можливо записаному в Дагестані, Чечні, Інгушетії та Кабардино-Балкарії.

## Історія
23 червня 2015 року речник ІД Абу Мохаммад аль-Аднані оголосив про створення нового вілаєту (провінції), що охоплювала Північний Кавказ. Аднані назвав Асільдарова лідером ІД у цьому районі та закликав інших бойовиків у регіоні слідувати за ним.
Угруповання взяло відповідальність за перший напад на російську військову базу на півдні Дагестану 2 вересня 2015 року. У відео, оприлюдненому у вересні, Асільдаров закликав прихильників ІД на Кавказі приєднатися до боротьби там, а не їхати до Іраку або Сирії.
4 грудня 2016 року російські спецслужби заявили, що вбили Асільдарова і чотирьох його соратників під час обшуку будинку в Махачкалі.
18 лютого 2018 року 22-річний хлопець відкрив стрілянину в церкві в Кизлярі, убивши 5 і поранивши 5 осіб. Пізніше нападника було вбито силами безпеки РФ. Згодом з'явилося відео, де нападник присягнув на вірність ІД, яка взяла на себе відповідальність.
20 серпня 2018 року кілька молодих бойовиків напали з ножами на відділення поліції в Грозному та поранили щонайменше 7 поліцейських. Всіх їх було вбито, відповідальність взяла на себе ІД.
У січні 2019 року угруповання взяло відповідальність за вибух у Магнітогорську в 2018 році та напад наступного дня. У групі заявили, що обвал будівлі стався через вибухи. При цьому, російські слідчі заявили, що причиною обвалу ймовірно став витік газу.
25 січня 2019 року в селищі Серноводське (Курський район) на поліцейських напав озброєний чоловік, що поранив двох поліцейських. Поліцейські убили нападника, тіло якого згодом знайшли в лісі поруч із автоматом Калашникова. Пізніше ІД взяла відповідальність за атаку.
12 квітня 2019 року в результаті операції за участю групи «Альфа», поліції та Росгвардії в Тюмені було знищено двох озброєних бойовиків ІД, що начебто планували атаки.
23 червня 2019 року озброєний ножем бойовик напав на двох поліцейських біля резиденції Рамзана Кадирова в Грозному. Після цього нападник був убитий поліцією. В його автомобілі начебто знайшли мисливську рушницю. ІД взяла відповідальність за атаку.
2 липня 2019 року на блокпосту на околиці Бамута бойовик напав на поліцейських з ножем і ручною гранатою, тоді один поліцейський загинув, кілька отримали поранення. ІД взяла відповідальність за атаку.
21 січня 2021 року в Чечні загинули Аслан Бютукаєв і ще п'ятеро бойовиків ІД. Після 2021 року доля ІД невідома. Після російського вторгнення в Україну 2022 року організація залишилася без лідера.
2 березня 2024 року у місті Карабулак російські силовики намагалися затримати групу з шести інгуських бойовиків у квартирі багатоповерхівки. У відповідь вони відкрили вогонь. Бойовикі протягом 16 годин чинили збройний опір бійцям спецпідрозділу російської ФСБ. Лише опівдні 3 березня, стрілянина затихла. Російська влада повідомила про ліквідацію всіх шести бойовиків. Жоден із них не склав зброю і не здався. Про втрати серед силовиків не повідомляється.
У квітні 2024 року Вілаят Кавказ (сектор Інгушетія) опублікував аудіо, сказавши, що угруповання стає сильнішим, більшим і активнішим. Група планувала обрати лідера після 2021 року.
22 квітня 2024 року можливо озброєні бойовики ІД напали на патруль російської поліції в Карачаєвську у Карачаєво-Черкесії, убивши 2 поліцейських і поранивши одного, а також захопивши в них табельну зброю (пістолет і гвинтівку) й трохи амуніції.
28 квітня 2024 року можливо бойовики ІД напали на пост російської поліції в селі Мара-Аяги Карачаєво-Черкеської Республіки: під'їхали до посту поліції, кинули вибухівку та відкрили вогонь, убивши 2 поліцейських і поранивши щонайменше 4 інших. Усіх нападників було вбито.

## Віднесення до терористичної організації
29 вересня 2015 року США визнали ІД організацією, яка має спеціальний статус глобальної терористичної організації (SDGT); 13 липня 2016 року Аслан Бютукаєв значився як особа SDGT.